# Exocelina sugayai
Exocelina sugayai es una especie de escarabajo del género Exocelina, familia Dytiscidae. Fue descrita científicamente por Balke & Ribera en 2020.

## Distribución geográfica
Habita en Asia del Sur.